# Ipomoea longifolia
Ipomoea longifolia är en vindeväxtart som beskrevs av George Bentham. Ipomoea longifolia ingår i släktet praktvindor, och familjen vindeväxter. Inga underarter finns listade i Catalogue of Life.